# Kumbhkot
Kumbhkot là một thị trấn thống kê (census town) của quận Kota thuộc bang Rajasthan, Ấn Độ.

## Nhân khẩu
Theo điều tra dân số năm 2001 của Ấn Độ, Kumbhkot có dân số 5857 người. Phái nam chiếm 53% tổng số dân và phái nữ chiếm 47%. Kumbhkot có tỷ lệ 44% biết đọc biết viết, thấp hơn tỷ lệ trung bình toàn quốc là 59,5%: tỷ lệ cho phái nam là 62%, và tỷ lệ cho phái nữ là 24%. Tại Kumbhkot, 20% dân số nhỏ hơn 6 tuổi.